# Carlo Andrea Galetti
Carlo Andrea Galetti (* 7. September 1745 in San Fedele Intelvi; † 15. Februar 1806 in Altdorf UR, Kanton Uri) war ein oberitalienischer Altarbauer. Auch sein Bruder Giovanni Battista Galetti war als Altarbauer tätig. Seine Söhne Carlo Giuseppe und Antonio Galetti waren bedeutende Stuckateure. Die Mitglieder der Familie Galetti waren schwergewichtig in der katholischen Innerschweiz tätig.

## Leben
Carlo Andrea Galetti war der Sohn von Giuseppe Maria Galetti und der Martha Maria Ghisi. Er war mit Elisabeth Croppi verheiratet. Aus dieser Verbindung gingen Carlo Giuseppe und Antonio Galetti hervor, die beide als Stuckateure tätig waren. Über Carlo Andrea Galettis Ausbildung ist nichts bekannt.

## Werke
Die ersten nachweisbaren Arbeiten führte Carlo Andrea Galetti in Schwyz aus. Für die dortige Pfarrkirche St. Martin schuf er in den Jahren 1773–1776 sechs Seitenaltäre, die Kanzel und den Taufstein. Weitere Altarbauten realisierte er in den folgenden Jahren für die Kirche des Frauenklosters in Schwyz sowie für die Pfarrkirche in Sursee. Ab 1785 entstanden für die Pfarrkirche Cham ZG der Hochaltar, vier Seitenaltäre und die Kanzel. Zwischen 1794 und 1796 war er in Altdorf tätig, wo der den Hochaltar sowie einen Seitenaltar der Pfarrkirche erstellte. Beide Altäre wurden im Dorfbrand von 1799 zerstört. Für den Wiederaufbau der Kirche wurde der bereits betagte Altarbauer ab 1803 mit mehreren Werken betraut. Diese Arbeiten wurden nach dem Ableben von Carlo Andrea Galetti von seinen Söhnen fertig gestellt. Der Altdorfer Hochaltar gilt als Galettis Meisterwerk.